# Slot Ten Hout
Slot Ten Hout (of Slot Den Hout) was een slot in Sint-Oedenrode dat lange tijd een van de belangrijkste leengoederen in Peelland was. Het slot wordt voor het eerst vermeld in 1238 bij een schenking van patronaatsrechten aan de Sint-Michielsabdij te Antwerpen door ridder Rutger van den Hout, een zoon van Roelof Rover van Rode, heer van Mierlo en Rode. Het slot bevond zich aan de latere Houtsestraat in de buurtschap Nijnsel.

## Bewonersgeschiedenis
Vermoedelijk werd het slot, net als veel andere slotjes in de omgeving (waaronder Kasteel Henkenshage), in de 12e eeuw gebouwd door de adellijke familie Van Rode. De laatste telg uit deze familie die het slot bewoonde was stadsbestuurder Rutger Gooswijn Moedel van den Hout. In 1337 kreeg Willem Janszoon van Baarle het slot in leen en daarna de families Dickbier en Van Amersoyen. In 1565 vond een splitsing plaats, de ene helft van het goed ging naar de familie Van Boxmeer en het andere deel naar jhr. Hugo van Berckel, schout van Peelland. In de eeuw daarna kwam het slot in bezit van jonkvrouw Johanna Barbara de la Kethulle, de vrouw van Thomas Walraven baron van Arckel. Ten slotte werd de Engelse familie De Gage de eigenaar. Nadat die het slot onbewoond achterlieten raakte het in verval. Aan het begin van de 19e eeuw werd het gesloopt. Bij de plek van het voormalig slot is in de 20e eeuw een woonhuis gebouwd met de naam Den Hout.

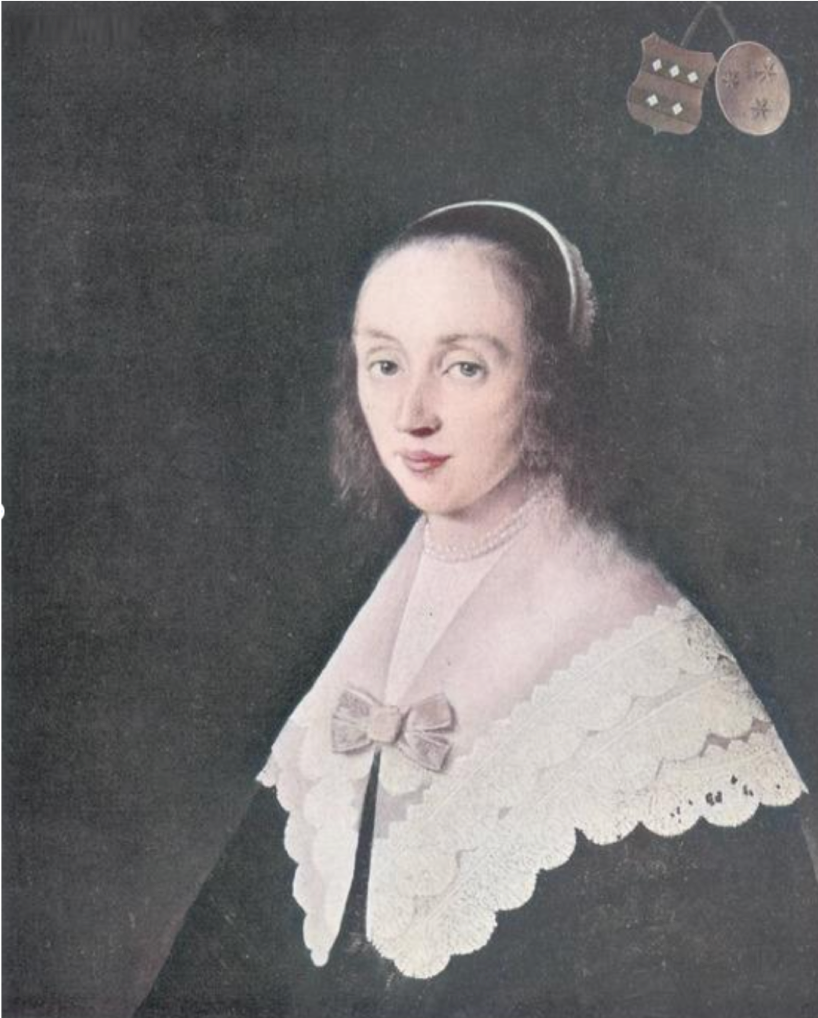
Portret van Anna van Berckel (1644), telg uit het geslacht Van Berckel.
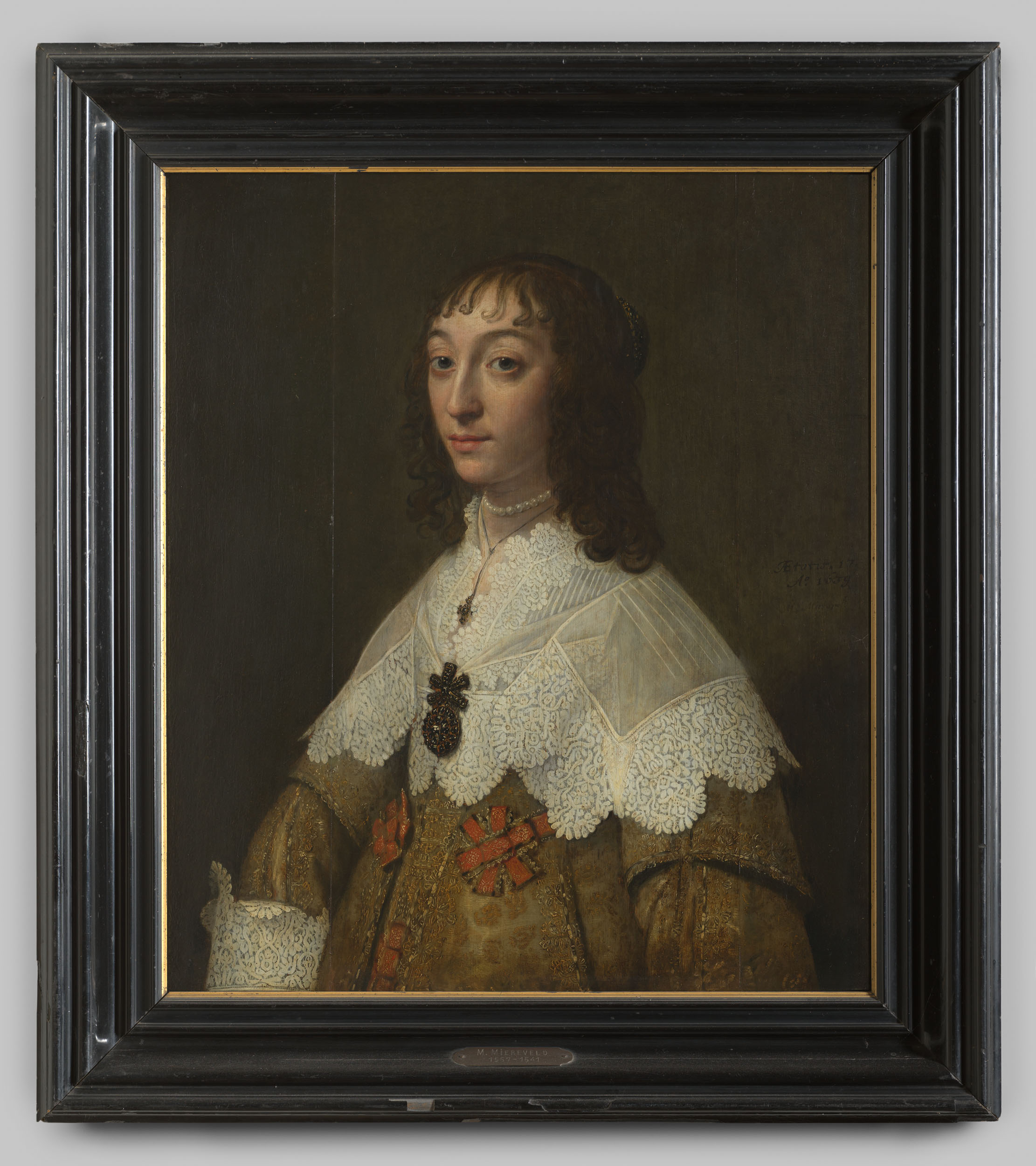
Portret van Johanna Barbara de la Kethulle, geschilderd door Michiel van Mierevelt.
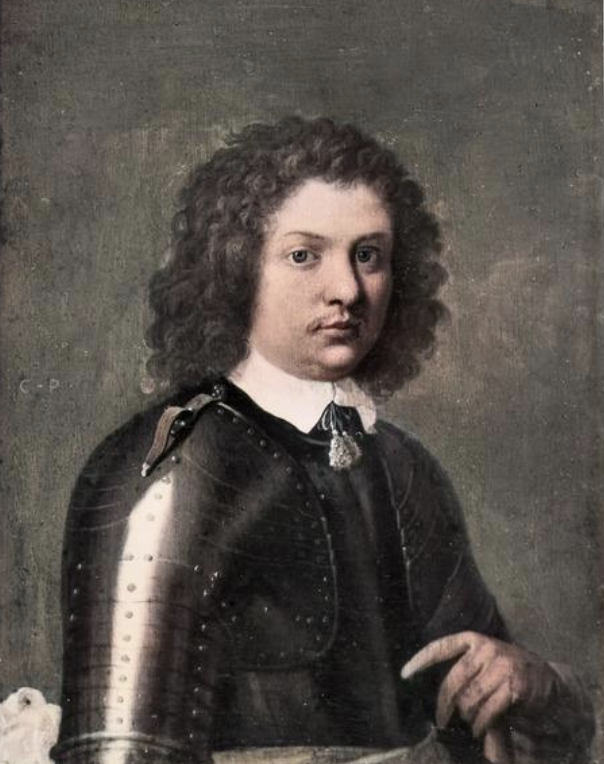
Portret van Thomas Walraven van Arkel, geschilderd door Cornelis van Poelenburch.
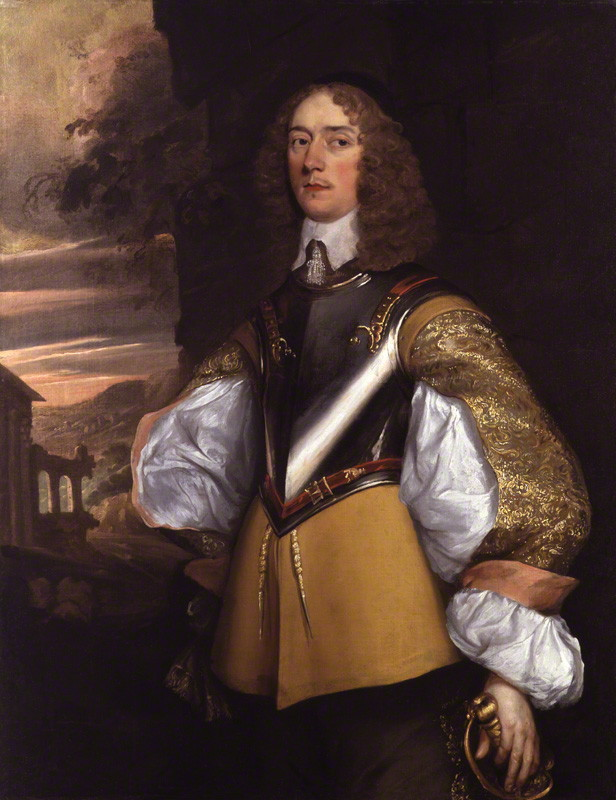
Portret van Sir Henry (de) Gage, militair en gouverneur van Oxford.